# Sacramento Republic Football Club
El Sacramento Republic Football Club es un equipo profesional de fútbol de la ciudad de Sacramento, California en los Estados Unidos. Fue fundado en 2012 e hizo su debut en la ahora USL Championship, la segunda división del fútbol estadounidense.

## Historia

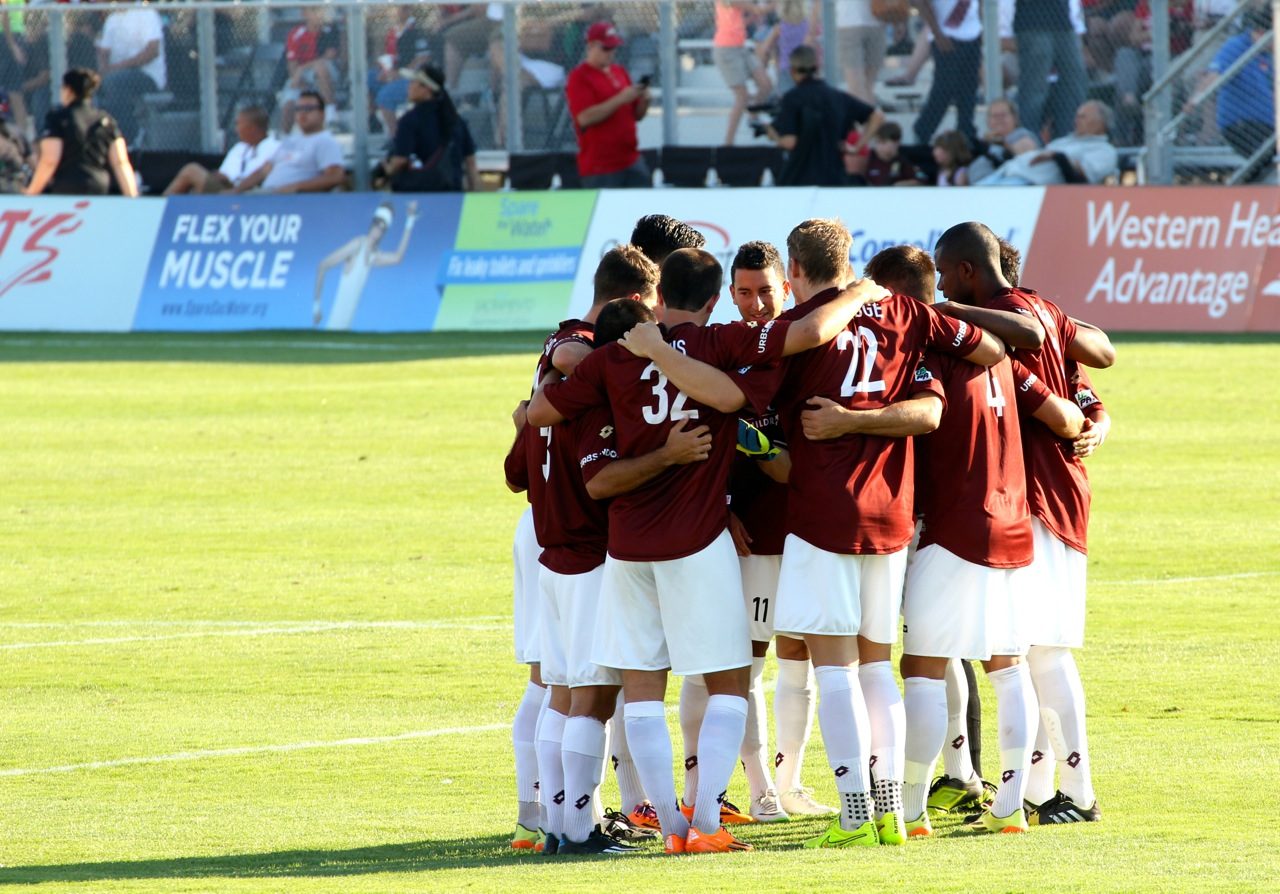
Un timbac del Republic antes del segundo tiempo de un partido frente al Atlas FC.

El 3 de diciembre de 2012, la USL Pro (actual USL Championship) anunció que un equipo de expansión en Sacramento se uniría a la liga para la temporada 2014. El 15 de julio de 2013, Predrag "Preki" Radosavljević fue anunciado como el entrenador de la nueva franquicia. El nombre oficial del equipo y el escudo del mismo fueron decididos por votación de los hinchas. El 18 de julio de 2013, la franquicia anunció oficialmente el nombre de Sacramento Republic FC durante el primer Día Anual de Fútbol de Sacramento.
Para abril de 2014, el equipo había vendido más de 5.000 abonos de temporada. El Republic hizo su debut como local el 26 de abril de 2014 en el Estadio Hughes, perdiendo ante el Harrisburg City Islanders, en frente de una casa llena de 20.231 espectadores. Esta cifra duplicó el anterior récord de aforo de un partido de la temporada regular de la USL Pro de 10.697. El siguiente partido, una victoria 2-1 sobre el Orange County Blues FC, contó con un aforo similar de 17.414 personas. El 27 de julio, el equipo rompió el récord de aforo total en la temporada que había sido fijado por el Orlando City SC con 112.748 espectadores.
Sacramento alcanzó la final de la liga en su primera temporada en la antiguamente conocida como USL Pro el 21 de septiembre de 2014, dejando atrás al LA Galaxy II en las semifinales. El 27 de septiembre se coronaron campeones tras vencer 2-0 a los Harrisburg City Islanders en la final del torneo.

## Colores y escudo

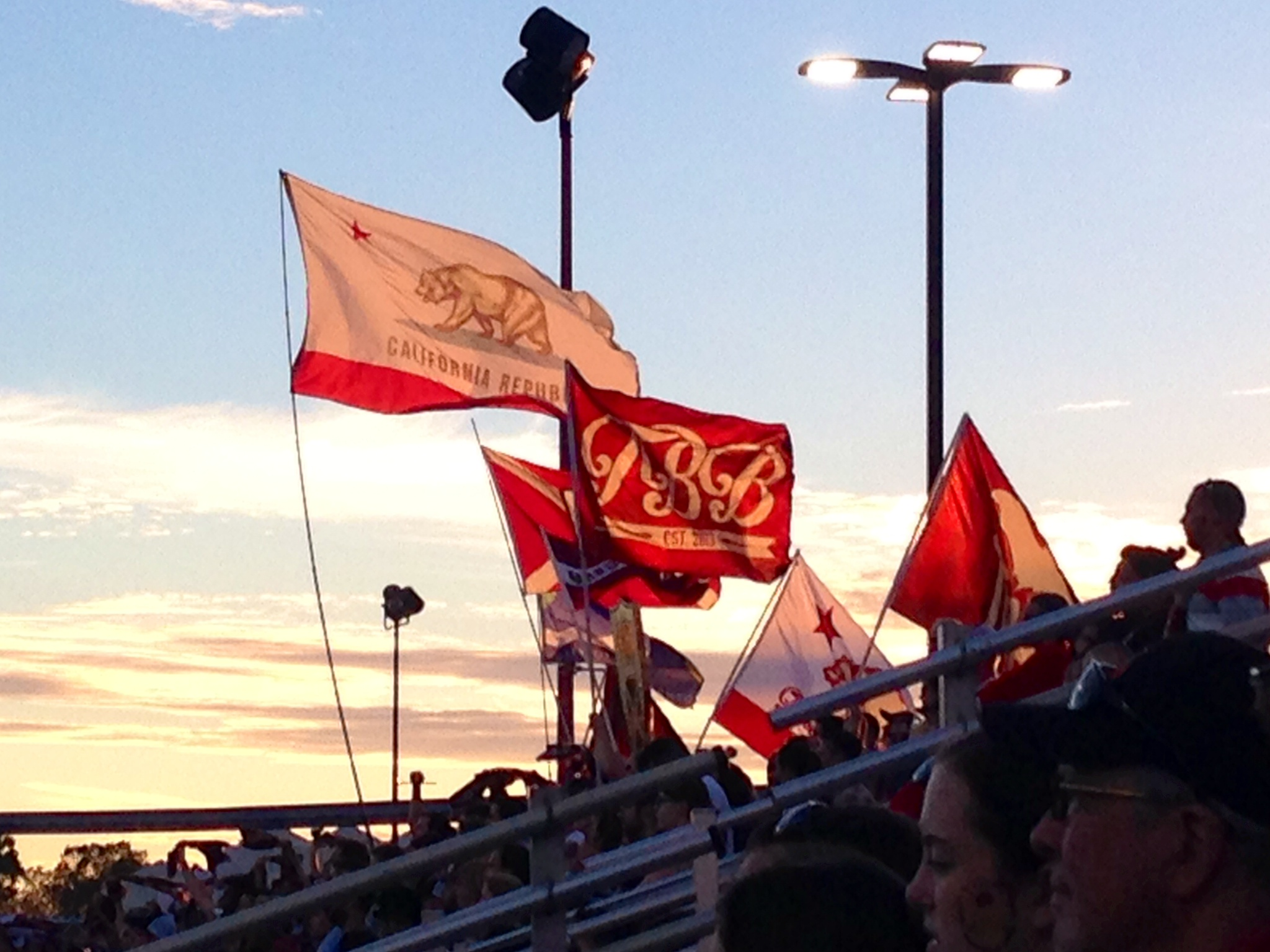
Tower Bridge Battalion, un grupo de hinchas del Sacramento Republic.

Los colores de Republic son principalmente rojo oscuro, marrón oscuro y marrón claro. El escudo del club es un escudo clásico que rinde tributo a la bandera del oso de California, tomando varios colores de esta misma bandera. El escudo también lleva una imagen de un Oso grizzly de California, el cual se encuentra en la bandera del estado y es el animal oficial del estado, junto con una estrella náutica, la cual representa, y con el mismo color, la estrella en la bandera del oso. Abajo del oso está el lema de la ciudad de Sacramento, "Urbs Indomita," que en latín significa "La Ciudad Indomable".

## Uniforme
El club lanzó el diseño de sus uniformes de local y visitante para su primera temporada el 5 de diciembre de 2013. El fabricante es la empresa italiana Lotto, y el UC Davis Children’s Hospital será el patrocinador hasta la temporada 2016. El color dominante del uniforme de local será el rojo, y el de visitante será principalmente blanco. Ambas camisetas contarán con una banda cruzada color marrón oscuro, y el escudo estará en el lado izquierdo del jugador. El lema del club, “Urbs Indomita,” estará impreso en la manga derecha.

## Estadio
Cuando el club fue propuesto originalmente, los dirigentes planeaban utilizar el Estadio Charles C. Hughes, un estadio multipropósito al aire libre con capacidad para 20.311 espectadores sentados, ubicado en el Sacramento City College. No obstante, el 14 de noviembre de 2013 se anunció que Republic FC jugaría en un nuevo estadio para 8.000 personas que sería construido en el terreno de la Cal Expo. El estadio propuesto sería financiado y sería propiedad del Ovations Food Service y, de ser aprobado, se esperaba que sea completado a tiempo para el primer partido de la temporada 2014 de la USL. Debido a que el nuevo estadio en la Cal Expo no estuvo completado a tiempo para el inicio de la temporada 2014, el club jugó sus primeros partidos en el Estadio Hughes. El nuevo estadio recibió el nombre de Bonney Field por cuestiones de patrocinio.
El 20 de junio de 2014, el club jugó su partido inaugural en el recientemente completado Bonney Field contra los Colorado Rapids Reserves, ganando el encuentro 4-3. El partido atrajo un aforo completo de 8.000 espectadore, considerablemente menor que el aforo regular en el Estadio Hughes debido al menor tamaño de Bonney, pero este número aún sigue siendo muy alto para un partido de la temporada regular de la USL Pro.
En algún momento, el presidente de Republic FC Warren Smith espera poder construir un estadio para 18.000 personas y específico para la práctica del fútbol en el centro de Sacramento, como parte de su ya pública ambición de que el club se una a la Major League Soccer como equipo de expansión en 2016.

## Historial de competiciones
| Año  | División | Liga    | Temporada regular | Postemporada | U.S. Open Cup | Aforo promedio                |
| ---- | -------- | ------- | ----------------- | ------------ | ------------- | ----------------------------- |
| 2014 | 3        | USL Pro | 2.º               | Final        | Cuarta Ronda  | 11.293 (Récord de la USL Pro) |

## Entrenadores
- Preki (2013-2015)
- Paul Buckle (2015-2017)
- Simon Elliott (2018-2019)
- Mark Briggs  (2019-presente)